# 軍事委員會 (越南共和國)
軍事委員會是越南共和國軍在1964年12月18日建立的一個組織，在國家高級委員會解散以後，直到1965年6月14日期間，實際掌握越南共和國政權。
12月20日，也就是該委員會成立後的兩日，阮慶將軍發動政變，解散了文職人員組成的國家高級委員會。陳文香總理被迫改組內閣，阮文紹、陳文明、齡光園、阮高祺四位軍官成為內閣成員。
然而，佛教勢力（主力為越南佛教聯合會）與政府之間的糾紛始終未能解決。釋心珠、释智光、釋護覺（Thích Hộ Giác）等上座號召發起絕食抗議，要求陳文香政府下臺。許多佛教徒上街抗議或發起絕食。
1965年1月24日，軍事委員會罷免陳文香總理並將他囚禁在頭頓。文職政府的解散，軍人政府再次統治這個國家。2月20日，林文發和范玉草發動政變，試圖推翻阮慶。政變雖然失敗了，但軍事委員會罷免了阮慶並將他流放，任命潘輝括為總理，組建文職政府。
軍事委員會中逐漸湧現出兩個主要人物，一個是阮文紹中將，另一個是阮高祺少將。自1965年6月開始長達掌權兩年。阮文紹擔任國家領導委員會主席，阮高祺擔任中央行政委員會主席。在1967年越南共和國選舉中產生新的文職政府，進入第二共和國時代。